# Tomáš Rataj
Tomáš Rataj (* 21. březen 2003, Opava) je český fotbalový útočník, působící ve Slezském FC Opava. 

## Klubová kariéra
Za opavský klub hrál již od roku 2010, a prošel všemi věkovými kategoriemi.

### SFC Opava
Za A-tým SFC nastoupil poprvé v základu dne 12. prosince 2020 v zápase proti FK Mladá Boleslav. Toto utkání skončilo remízou 2:2 a Rataj se blýskl gólem. Stal se i historickým nejmladším střelcem Opavy v lize. Dne 3. října 2023 prodloužil smlouvu až do roku 2026.

### FK Bodø/Glimt
Dne 12. května 2021 přišel na hostování s možností opce k úřadujícím mistrům norské Eliteserien z města Bodø. I když se přestup zdál velice pravděpodobný a Slezanům mělo uplatnění opce vynést okolo 9 milionů Kč, přestup se nekonal. Tomáš nastoupil pouze ve dvou pohárových zápasech a v jiných soutěžních utkáních nehrál. Zato jako hráč A-týmu slavil mistrovský titul v norské lize. Nakonec se vrátil 4 měsíce před plánovaným termínem 4. září tentýž rok.